# قائمة جزر هايتي
هذه هي قائمة من جزر هايتي.

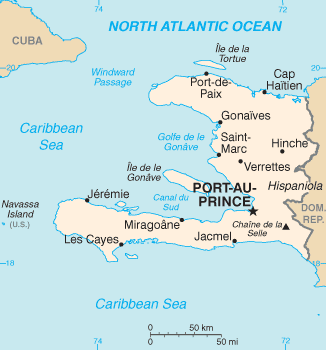
خريطة هايتي

يقع معظم هايتي في البر الرئيسي هيسبانيولا، وهي الجزيرة التي تشترك مع جمهورية الدومينيكان. وتشمل جزر هايتي أخرى:
- جزيرة غوناف - Gonâve Island [1][2][3][4]
- جزيرة البقر - (Île-à-Vache (Cow Island [2][3][4]
- لي كايمتس - Les Cayemites [1][2][3][4]

- كايمت الكبير - Grand Cayemite
- كايمت الصغير - Petite Cayemite

- جزيرة السلاحف - (Tortuga Island (Turtle Island [1]
- جراند كاي - Grande Cay
- جزيرة نافاسا (التي يطالب بها كل من هايتي والولايات المتحدة) [2][2][3]